# Општина Бата (Арад)
Бата (рум. Bata) општина је у Румунији у округу Арад.
Oпштина се налази на надморској висини од 143 m.